# Ružičastoglava patka
Ružičastoglava patka (lat. Rhodonessa caryophyllacea) je velika patka iz potporodice ronilica koja je najvjerojatnije izumrla 1950-ih. Međutim, mnogi znanstvenici smatraju da nije izumrla, nego je kritično ugrožena.

## Opis
Mnogi je mješaju s patkom gogoljicom. Duga je 41–43 cm. Raspon krila joj je 25 cm. Tijelo je čokoladnosmeđe boje. Vrat joj je jako dugačak, a glava je šiljasta i i dugačka. Mužjak ima ružičast kljun, glavu i vrat, a ženka blijedoružičastu glavu i vrat s blijeđim kljunom. Krila su smeđe i zelene boje, a na obrubljena su bijelom bojom. Noge su dugačke, a boja im je smeđa do crvenkastocrna. Ženke i mladi su blijeđi od mužjaka.

## Stanište i način života
Ružičastoglava patka gnijezdi se u nizinskim močvarama i barama. Najčešće pliva na površini vode, rijetko zaroni, ali na manje dubine. Jako je društvena ptica, često se nalazi u skupinama od 30 ili više jedinki.
Prehrana se uglavnom sastoji od rakova, mekušaca i vodenih biljaka koje uzima okrenuta naopako.

## Razmnožavanje
Sezona parenja je od travnja do svibnja.  Ružičastoglava patka gnijezdo gradi na 500 metara udaljenosti od najbliže vode. Gnijezdo se sastoji od suhe trave i malo perja. Gnijezdo je gotovo kružnog oblika, s 23 cm promjera. Duboko je između 10 i 12.5 cm. Gradi se u područjima guste vegetacije. U gnijezdu se nalazi 5-10 kuglastih jaja sivobijele boje, dimenzija 45.9 x 42 mm. Pretpostavlja se da inkubacija traje dva mjeseca. Ružičastoglava patka doseže starost oko 12 godina

## Taksonomija
Godine 1790. John Latham je ovu pticu opisao kao članicu roda Anas. Opisujući vrstu, moguće je da se koristio slikarstvom u zbirci Lady Impey, supruge Elijaha Impeya, vrhovnog suca suda u Calcutti od 1774. do 1783. Mary Impey održavala je zvjerinjak u Calcutti i naručila je od indijskih umjetnika da ilustriraju životinje iz zbirke. Nakon smrti supruga, Lady Impey seli se u Englesku, pa prodaje slike na dražbi 1810. Neke od tih slika dobio je 13. grof Derbya.
Rod Rhodonessa prvobitno je napravljen samo za ovu vrstu. Jean Delacour i Ernst Mayr u ispravljanju klasifikacije porodice pataka smatrali su nenormalnim to što je ružičastoglava patka smještena među prave patke, zbog toga što ima drukčiji oblik pete, nalazi hranu na površini vode, i još nekih odrednica njezina ponašanja. Također, tu je bitna značajka i gotovo okrugli oblik jaja. Ova ptica na sebi nema metalnih boja na sekundarnom perju, što je karakteristično za prave patke. Sve to dovelo je do odvajanja ove vrste u poseban rod.
Istraživanja su utvrdila da je ružičastoglava patka srodna patki gogoljici, pa su te vrste smještene u isti rod.

## Status
Ova patka nekad je obitavala u istočnoj Indiji, Bangladešu i sjevernom Mijanmaru, ali je danas vjerojatno izumrla. Prema C. M. Inglisu zadnji pu viđena je u lipnju 1935., a prema izvještajima iz Indije, ranih 1960-ih. Sidney Dillon Ripley smatra da je izumrla 1950.
Najvjerojatniji razlog ugroženja ili izumiranja ove ptice je nestanak staništa. Neki smatraju da su tome doprinijeli lovci u kolonijalna vremena. Bila je privlačna za lov zbog svog neobičnog perja, te su je mnogi koristili kao ukrasnu pticu. Zadnji primjerci u zatočeništvu bili su u krletkama Jeana Théodorea Delacoura u Francuskoj i Foxwarren Parku u Engleskoj. Jedine fotografije ove slike fotografirao je 1925. David Seth-Smith

## Izumiranje
Ptice su navodno viđene u Mjanmaru 2006. ali bez čvrstih dokaza, tako da je neki već smatraju izumrlom, jer zadnji čvrsti dokaz o postojanju vrste datira s početka 1960-tih.